# Combat de Syène
Campagne d'Égypte
Batailles
Guerre de la Deuxième Coalition
- St George's Caye (navale) (09-1798)
- Nicopolis (10-1798)
- Corfou (11-1798)
- Copenhague (navale) (04-1801)
- Algésiras (navale) (06-1801)

Campagne de Hollande
- Callantsoog (08-1799)
- Vlieter (08-1799)
- Zyp (09-1799)
- Bergen (09-1799)
- Alkmaar (10-1799)
- Castricum (10-1799)

Campagne de Suisse
- Ostrach (03-1799)
- Feldkirch (03-1799)
- 1re Stockach (03-1799)
- Frauenfeld (05-1799) (en)
- Winterthour (05-1799)
- 1re Zurich (06-1799)
- Schwytz (08-1799)
- Amsteg (08-1799) (en)
- Saint-Gothard (09-1799)
- 2e Zurich (09-1799)
- Linth (09-1799) (en)
- Muten (10-1799) (ru)
- Engen (05-1800)
- 2e Stockach (05-1800)
- Moesskirch (05-1800)
- Biberach (05-1800)
- Erbach (05-1800)
- Höchstädt (06-1800)
- Ampfing (12-1800)
- Hohenlinden (12-1800)

Campagne d'Égypte
- Malte 1 (06-1798)
- Malte 2 (06-1798)
- Alexandrie (07-1798)
- Chebreiss (07-1798)
- Pyramides (07-1798)
- 1re Aboukir (08-1798)
- Salheyeh (08-1798)
- Malte 3 (09-1798)
- Sédiman (10-1798)
- Caire (10-1798)
- Samanouth (01-1799)
- El Arish (02-1799)
- Syène (02-1799)
- Jaffa (03-1799)
- Saint-Jean-d'Acre (03-1799)
- Mont-Thabor (04-1799)
- 2e Aboukir (07-1799)
- Damiette (11-1799)
- Héliopolis (03-1800)
- 3e Aboukir (03-1801)
- Mandora (03-1801)
- Canope (03-1801)
- Fort Jullien (04-1801)
- Le Caire (06-1801) (en)
- Alexandrie (08-1801)

2e Campagne d'Italie
- Vérone (03-1799)
- Magnano (04-1799)
- Cassano (04-1799)
- Mantoue (04-1799)
- Bassignana (05-1799)
- 1re Marengo (05-1799) (en)
- Modène (06-1799) (en)
- Trebbia (06-1799)
- 2e Marengo (06-1799) (en)
- Novi 1 (08-1799)
- Rome (09-1799)
- Mannheim (09-1799) (en)
- Novi 2 (10-1799) (en)
- Genola (11-1799)
- Gênes (04-1800)
- Sassello (04-1800) (en)
- Fort Bard (05-1800)
- Verceil (05-1800)
- Turbigo (05-1800)
- Montebello (06-1800)
- 3e Marengo (06-1800)
- Pozzolo (12-1800)

Le combat de Syène est un combat de cavalerie sur le Nil qui se déroule le 24 pluviôse an VII (12 février 1799), près de Syène en Égypte, opposant un corps de cavalerie Français commandé par le général Davout à une division de Mamelouks commandée par Osman-Hassan Bey. 

## Contexte
Après les plus sanglants combats livrés par le général Desaix aux beys de la Haute-Égypte à Samanouth, ces souverains, tombés du trône, et frappés de terreur, croient n'avoir d'asile assuré que dans les déserts, où ils s'enfoncent. Il leur restait cependant des forces; mais la politique du général français ne permettait point qu'il existât aucune de ces bandes capables de combattre, et l'Égypte ne pouvait obtenir de tranquillité qu'à ce prix. 
Aux premiers jours de février, Osman-Hassan Bey reparaît sur les bords du Nil, assez près de Syène. 
Le général Desaix en est informé, et ordonne au général Davout d'aller combattre ce Osman-Hassan Bey, qui, revenu de son épouvante, se montrait encore à la tête des bandes qu'il avait ralliées.
Le général Davout, à la tête du 22e régiment de chasseurs à cheval et du 15e régiment de dragons, s'enfonce dans les déserts pour y chercher ceux qui ont échappé aux combats précédemment livrés par Desaix.

## Ordre de bataille
Troupes françaises :
- 22e régiment de chasseurs à cheval
- 15e régiment de dragons

## Déroulement
Le 12 février, les chameaux d'Osman-Hassan Bey faisaient de l'eau dans le Nil. Une forte division de ce bey, en station au pied d'une montagne voisine, protégeait ce convoi. Ils sont aperçus par les Français, quoiqu'à peine le jour commençât à poindre. 
Aussitôt le général Davout fait ses dispositions militaires. Il forme sa cavalerie sur deux lignes, et, dans cet ordre de bataille, il fond sur les Mamelouks avec la rapidité de l'éclair. Les Mamelouks emploient dans ce moment la ruse d'une retraite simulée. Ils fuient même.
Mais tout-à-coup ils s'arrêtent, et développant le front de leur troupe en faisant subitement volte-face, ils chargent vigoureusement les Français sous le feu du 15e dragons. Osman-Hassan Bey, dangereusement blessé, voit son cheval tué sous lui et la mort lui enlève plusieurs Mamelouks.
La vivacité du combat tourne en fureur. Le 22e chasseurs à cheval fait des prodiges de valeur, il se précipite avec tant d'impétuosité sur les musulmans, non moins braves que les Français, que l'on finit par combattre corps à corps. Le carnage est affreux. Mais le climat brûlant des bords du Nil semble encore ajouter à l'ardeur naturelle des français; et ceux qui sont nés si près de la zone torride ne peuvent résister à des coups si rapidement portés. Les Mamelouks, dont le nombre est supérieur et dont les armes sont connues par leur supériorité, embarrassés parmi les morts des leurs, dont la terre est jonchée, s'effraient et abandonnent le champ de bataille.

## Bilan
Dans l'intérieur des déserts est située la citerne nommée « la Kuita ». C'est en ce lieu que Osman-Hassan Bey, vaincu, fit sa retraite. Les troupes françaises victorieuses allèrent prendre du repos dans Syène, dans ce même village qui offrit un grand souvenir aux Français, celui des bornes que les Romains avaient mis à leurs conquêtes dans cette partie du monde.